# Liste der Naturdenkmale in Knüllwald
Die Liste der Naturdenkmale in Knüllwald nennt die im Gebiet der Gemeinde Knüllwald im Schwalm-Eder-Kreis in Hessen gelegenen Naturdenkmale.
| Bild                          | Bezeichnung                        | Ortsteil, Lage                              | Beschreibung                                          | Art              | Nr.     |
| ----------------------------- | ---------------------------------- | ------------------------------------------- | ----------------------------------------------------- | ---------------- | ------- |
| mehr Fotos \| Fotos hochladen | 2 Linden. Dorf- und Gerichtslinden | Berndshausen 51° 2′ 35,8″ N, 9° 28′ 49,1″ O | Dorf- und Gerichtslinden. Ortsmitte an der Wehrkirche | Linde            | 634.675 |
| BW                            | 1 Linde                            | Niederbeisheim 51° 2′ 34″ N, 9° 31′ 55,9″ O | östlich vom Dorfausgang                               | Linde            | 634.676 |
| mehr Fotos \| Fotos hochladen | Biotopflächen „Wendengrund“        | Lichtenhagen 51° 0′ 48,3″ N, 9° 30′ 30,6″ O | (Fläche: 0,8889 ha)                                   | Flächenhaftes ND | 634.682 |

## Belege
1. ↑  Anlage: Tabelle 3 - Naturdenkmale im Schwalm-Eder-Kreis. (PDF; 7,45 MB) der 2. Verordnung zur Änderung der Verordnung zum Schutze der Naturdenkmale im Schwalm-Eder-Kreis vom 28. 04. 1986, zuletzt geändert durch Verordnung vom 8. Mai 2007. Der Kreisausschuss des Schwalm-Eder-Kreises, 17. Dezember 2008, S. 30, abgerufen am 7. Februar 2017.

- Karte mit allen Koordinaten:
- OSM |
- WikiMap